# Guide Plus
Guide Plus+ (in Europa), TV Guide On Screen (in Noord-Amerika) of G-Guide (in Japan) is een interactieve elektronische programmagids gebruikt in consumentenelektronica, zoals televisietoestellen, dvd-recorders, digitale videorecorders en andere digitale televisieapparaten. Het systeem biedt een interactieve on-screen televisiegids waarmee kijkers kunnen selecteren en sorteren. Op deze manier kan men televisieprogramma's uitkiezen om te bekijken of op te nemen zonder zelf handmatig tijden in te hoeven stellen. De verschillende namen voor het systeem zijn alleen voor marketingdoelen; het systeem is afkomstig van Gemstar.
Guide Plus+ is geïntroduceerd in de Verenigde Staten en Japan in het midden van de jaren 1990 en wordt ook uitgebracht in Europa. Het is beschikbaar in Frankrijk, Duitsland, Spanje, Engeland, Oostenrijk, Zwitserland, Nederland, België en Italië.
De up-to-date programma-informatie is kosteloos beschikbaar, het systeem levert voor de makers inkomsten op middels de reclame die bij de informatie getoond wordt.
De oorspronkelijke dienst voor analoge televisie gebruikte het vertical blanking interval (VBI) van de televisiezenders die de dienst datacasten, op dezelfde manier zoals teletekst wordt uitgezonden. Nadeel van deze methode is de lage bitrate, waardoor het een aantal dagen duurt om de initiële setup te downloaden.
In Nederland wordt het Guide Plus+ signaal uitgezonden door de zender Eurosport Duitsland. In België gebeurt dit door RTL-TVI. De elektronische programma gids (EPG) Guide Plus+ is met ingang van het jaar 2017 gestopt. Eigenaar TiVo heeft besloten de stekker eruit te halen. Vooral de wat oudere harddiskrecorders maken nog gebruik van de diensten van Guide Plus+ voor het ophalen van programmagegevens.

## Digitale televisie
De nieuwste Guide Plus+ dienst is geheel digitaal en maakt gebruik van de ATSC tv-standaard. Deze dienst is gelanceerd in de VS in 2006 en betekent een grote verbetering van deze dienst. De analoge versie van Guide Plus+ zal begin 2009 verdwijnen.

## Ondersteunende producten
Onderstaande producenten van consumentenelektronica maken apparaten die de Guide Plus+ dienst ondersteunen:
- JVC
- Matsushita (Panasonic)
- Mitsubishi
- Philips
- Thomson
- Samsung
- Sharp
- Sony
- Pioneer
- Panasonic